# Galerne
Galerne (auch Giboulé) nennt man die Böen an der französischen West- und Nordwestküste, die im Allgemeinen aus nordwestlicher Richtung kommen. Sie gehen meistens mit schweren Regenfällen einher.
Galerne ist dabei die bretonische und Giboulé die französische Bezeichnung für den Wind.